# Elizabeth Daly
Pour les articles homonymes, voir Daly.
Elizabeth Daly, née le 15 octobre 1878, à New York, et morte le 2 septembre 1967, à Long Island, est un auteur américain de roman policier.

## Biographie
Fille d’un juge de la Cour suprême de l’État de New York, elle fait ses études au prestigieux Bryn Mawr College de Pennsylvanie, puis entre à l’Université Columbia de New York, où elle obtient une maîtrise en arts en 1902. Elle occupe ensuite un poste de tutorat en anglais et en français au Bryn Mawr College jusqu’en 1906.  En marge de ses activités professionnelles, elle s’occupe de productions de théâtre amateur.
Grande admiratrice de Wilkie Collins, elle écrit depuis l’âge de 16 ans et a déjà publié un recueil de poème et quelques nouvelles dans des magazines, mais à partir des années 1930, elle tente sans succès de faire paraître un roman policier. Ce n’est qu’en 1940, alors qu’elle a 62 ans, qu’est publié Unexpected Night, le premier d’une série de seize titres consacrés aux enquêtes de Henry Gamadge. Né en 1904 dans une famille de New York où l'on est bibliophiles de père en fils depuis trois générations, Gamadge a la passion des éditions rares. Propriétaire d’une librairie de livres anciens et expert réputé en incunables et manuscrits autographes, c'est un ailurophile (son chat Martin est pour lui l’égal d’un être humain) qui occupe ses loisirs à jouer au bridge et à monter des pièces de théâtre amateur. À ses heures, il se révèle également un perspicace détective amateur, sachant sonder au-delà du masque de l'éducation et des bonnes manières les sombres profondeurs de l’âme d’un assassin.
Elizabeth Daly cesse d’écrire en 1951. L’association des Mystery Writers of America lui décerne un Edgar spécial en 1961 à titre de Grande Dame of Women Mystery Writers.
Elle s’éteint dans un hôpital de Long Island en 1967.

## Œuvre

### Romans

#### SérieHenry Gamadge
- Unexpected Night (1940)
- Deadly Nightshade (1940)
- Murder in Volume 2 (1941) Publié en français sous le titre Le tome II a disparu, Paris, Librairie des Champs-Élysées, Le Masque no 819, 1964, [réédition 2002]
- The House Without the Door (1942)
- Nothing Can Rescue Me (1943)
- Evidence of Things Seen (1943)
- The Book of Death (1944) Publié en français sous le titre Seul au monde, Paris, Librairie des Champs-Élysées, Le Masque no 836, 1964, [réédition 2003]
- Murder Listens In ou Arrow Pointing Nowhere (1944)
- Any Shape or Form (1945)
- Somewhere in the House (1946)
- The Wrong Way Down ou Shroud for a Lady  (1946)
- Night Walk (1947)
- The Book of the Lion (1948)
- And Dangerous to Know (1949)
- Death and Letters (1950)
- The Book of the Crime (1951)

#### Autre roman
- The Street Has Changed (1941)

### Nouvelles
- The Secret (1907)
- The Ghosts (1908)
- The Soul and the Poet (1912)

### Poésie
- A Book of Bryn Mawr Verses (1903), signé Elizabeth Teresa Daly et écrit en collaboration avec Amelia Elizabeth White

## Prix et distinction
- 1961 : Edgar spécial pour l’ensemble de son œuvre.

## Sources
- Jacques Baudou et Jean-Jacques Schleret, Le Vrai Visage du Masque, vol. 1, Paris, Futuropolis, 1984, 476 p. (OCLC 311506692), p. 147.